# Immunohistoquímica

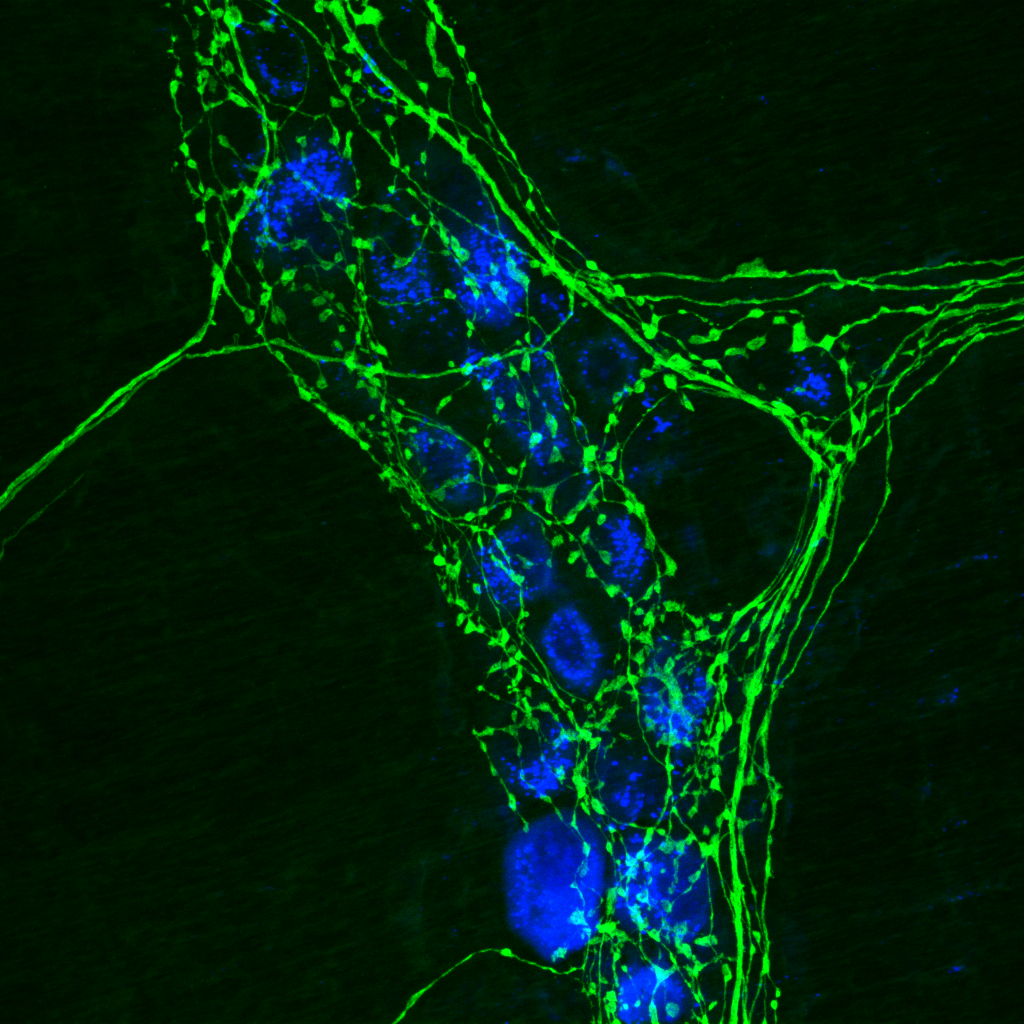
Proteïna TH (en verd) als axons de neurones en un gangli mientèric.

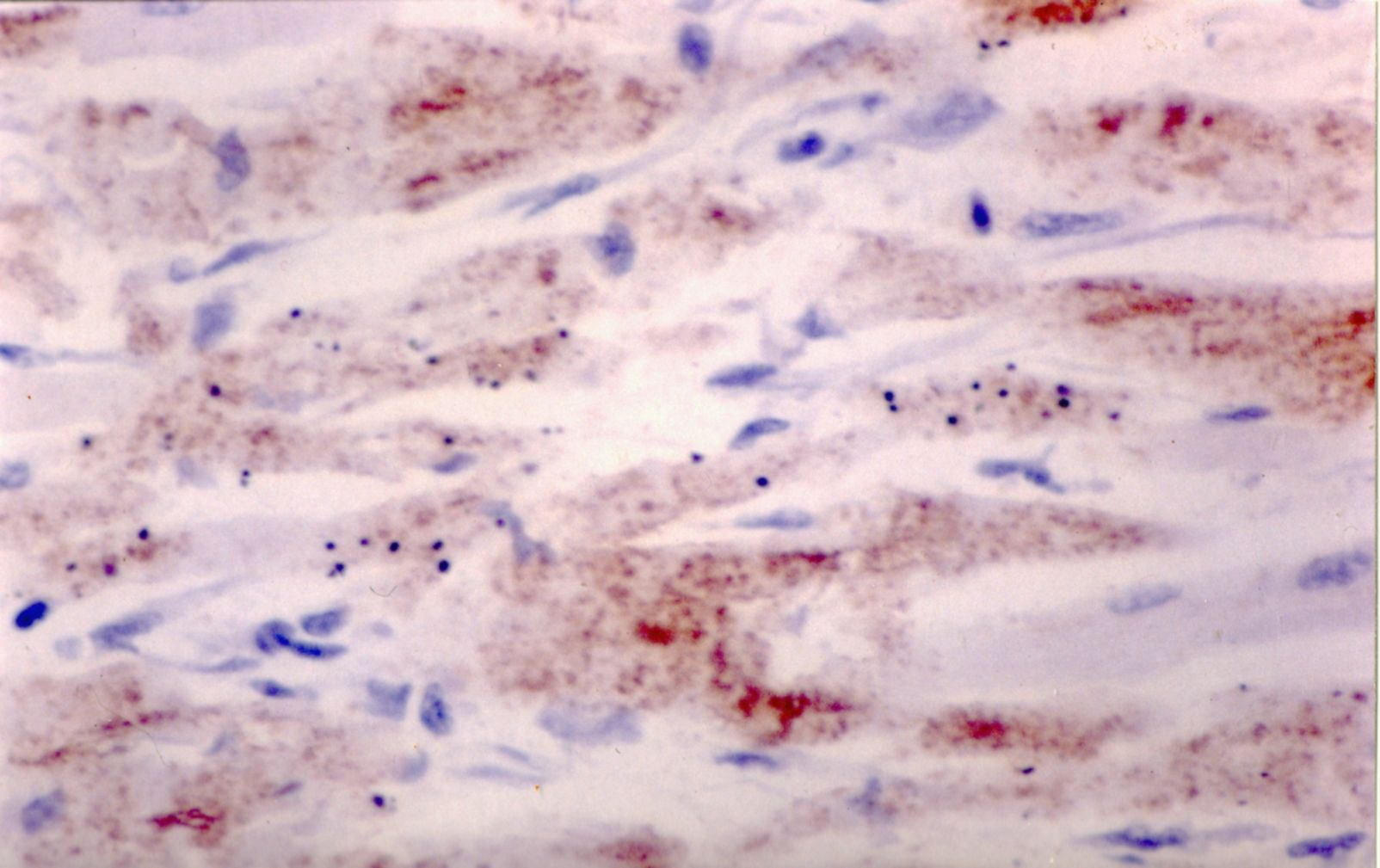
Immunoreactivitat a la proteïna C9 del sistema del complement, en un miocardi amb un infart de menys de 6 h d'evolució. Tenyides de color marró (positivitat a la reacció) les zones de necrosi dels miocardiòcits. Microscopi òptic. 400X.

La immunohistoquímica (IHQ) és un conjunt de tècniques d'histoquímica que permet reconèixer i/o diferènciar diferents trets o signes cel·lulars, mitjançant la unió antigen–anticòs. La part d'un antigen que interacciona amb un anticòs rep el nom d'epítop. Un antigen pot tenir diversos epítops, cadascun dels quals és identificat per un anticòs específic. La tinció immunohistoquímica es fa servir en el diagnòstic de cèl·lules anormals com les que es troben en els tumors cancerosos, entre altres afeccions. Determinats marcadors moleculars són característics de neoproliferacions i/o mort cel·lular (apoptosi) i d'altres es fan servir per localitzar i estudiar els diferents patrons d'expressió proteínica als teixits normals.

## Etimologia
La immunohistoquímica pren el seu nom de la construcció llatina in (a l'interior) + el verb munire (reforçar, fortificar), la qual fa referència als anticossos usats en el procediment, de la paraula grega ἱιστός/histós que significa teixit i de la paraula del mateix origen χημεία/khemeia (mescla de líquids).

## Història
Pocs anys després del descobriment dels anticossos neutralitzants sèrics per Von Behring (1890), l'austríac Rudolf Kraus (1868-1932) desenvolupà el test de la precipitina, demostrant així l'existència d'una reacció entre els anticossos i els antígens. L'any 1923, l'immunòleg estatunidenc Michael Heidelberger aconseguí quantificar aquesta reacció afegint tints als antígens i l'anglès John Marrack va fer possible visualitzar-la afegint tints als anticossos. Albert H. Coons fou el primer en aplicar la fluorescència en procediments immunohistoquímics. La immunohistoquímica fou emprada primordialment des de la dècada de 1940 per caracteritzar neoplàsies o tipificar agents infecciosos. A finals de la dècada de 1970 s'introduí el doble marcatge immunoenzimàtic peroxidasa/fosfatasa alcalina. Durant mig segle, els principals avenços se centraren en millorar la sensibilitat i l'especificitat de les tècniques i en augmentar el nombre de biomarcadors per teixits fixats amb formol i inclosos en blocs de parafina. La tendència actual, però, és aplicar la immunohistoquímica per detectar anomalies genètiques tumorals, trobar identificadors tissulars d'importància pronòstica i ajudar en la selecció eficaç de substàncies anticanceroses.
A la I Conferència i Taller Internacional sobre diferenciació dels antígens leucocitaris humans, celebrada a París el 1982, fou aprovada la terminologia CD (cúmul o grup de diferenciació o cluster of differentiation en anglès). Aquest mètode va ser adoptat per tal de classificar d'una manera uniforme els molts anticossos monoclonals generats per diversos laboratoris d'arreu del món contra epítops presents a les molècules de superfície dels leucòcits. En poc temps, l'abreviatura CD formà part de la nomenclatura habitual de la immunohistoquímica i el seu ús s'ha ampliat a una nombrosa quantitat d'altres tipus cel·lulars. Generalment, les cèl·lules es tipifiquen com CD+ o CD–, per indicar si algunes de les seves fraccions expressen un determinat cúmul de diferenciació o no. Per exemple, si una cèl·lula és CD34+ i CD31− significa que expressa el CD34 i no el CD31. Una lletra "w" abans del número significa que l'anticòs està pendent de ser classificat definitivament. Una lletra minúscula després del número vol dir que el cúmul en qüestió té diverses molècules que comparteixen una cadena de polipèptids comuna (una mostra de això són els CD1a, CD1b, CD1c, CD1d o CD1e). Fins al juny de 2020 s'havien identificat més de 370 cúmuls o subcúmuls de diferenciació.
A mitjans de la dècada de 1980 es crearen els primers sistemes parcialment automatitzats d'ús específic en immunohistoquímica i el 1990 fou dissenyat un aparell automàtic amb capacitat d'efectuar alhora immunohistoquímica i hibridació in situ per fluorescència (FISH, de l'anglès fluorescence in situ hybridization). Uns anys més tard, Photoshop i MATLAB van ser els primers programaris comercials emprats en immunohistoquímica per millorar la quantificació cromogènica. A molts centres hospitalaris i de recerca l'ús d'escàners d'alt rendiment ja forma part de la metodologia immunohistoquímica habitual.
Els nous usos de la immunohistoquímica permeten la progressiva integració d'aquest conjunt de tècniques de laboratori dins dels procediments de la medicina personalitzada.

## Aspectes metodològics
La interacció anticòs–antigen es pot visualitzar de diverses maneres. En la més comuna (la immunohistoquímica directa) un anticòs es conjuga a un enzim com la peroxidasa, que pot catalitzar una reacció que produeix color. Alternativament l'anticòs pot ser unit a un fluoròfor com la fluoresceïna o la rodamina (una substància orgànica heterocíclica derivada del xantè). En la immunohistoquímica indirecta el senyal de l'anticòs s'amplia mitjançant l'ús de capes successives de marcadors (polímers conjugats amb diferents anticossos primaris i agents reveladors), que proporcionen una major sensibilitat que la immunohistoquímica directa.
Els fluoròfors de nova generació (Alexa Fluor™, DyLight™) són, per regla general, més fotoestables i brillants i menys sensibles al pH que d'altres més antics amb característiques d'excitació i emissió similars. Aquestes substàncies poden unir-se de forma covalent als anticossos sense alterar la unió d'aquests amb els seus corresponents antígens, sent dita propietat molt útil per visualitzar de forma òptima els llocs on es produeix la reacció antigen-anticòs.
La fixació és un pas molt important per aconseguir tincions immunohistoquímiques de bona qualitat. És aconsellable fixar les mostres de teixit a tenyir amb formaldehid al 4 per cent tamponat a pH 7,4. El temps de fixació no pot ser de menys de 24 h ni superior a 48. Atès que certs antígens de superfície i receptors nuclears no toleren bé la fixació en formol; en aquests casos és necessari recórrer a la congelació o la fixació breu amb acetona, cloroform o amb una mescla de les dues substàncies. Si la mostra necessita ser descalcificada és convenient utilitzar el mètode més suau, preferiblement EDTA. En cas de descalcificació prèvia amb àcids forts, és imprescindible efectuar un rentat curós de la mostra amb aigua. Si el material és sotmès a inclusió en parafina, aquesta ha de tenir un punt de fusió baix, ja que a temperatures elevades es perd immunoreactivitat.
Cal considerar també el gruix del tall micròtomic a observar, sobretot quan el grau de marcatge és un paràmetre important per avaluar la gravetat o la fase evolutiva d'una malaltia. Un tall massa prim pot impedir una bona tinció de zones tissulars o cel·lulars formades per diferents proteïnes. Per altra banda, si el tall és excessivament gruixut, el pes molecular de l'anticòs pot tenir una influència no desitjada en la distribució espacial de les seves molècules dins de la mostra.
La immunoreactivitat de diversos tipus cel·lulars presents en els talls histològics fixats amb formol i inclosos en parafina, com els macròfags en especial, disminueix amb el pas del temps; per això, i a la fi de possibilitar una correcta tinció immunohistoquímica diferida, és convenient conservar congelades les mostres a –80 °C.
L'augment de la importància diagnòstica dels marcadors immunohistoquímics proteòmics i intracel·lulars fa imprescindible l'ús de tècniques dirigides a bloquejar l'activitat de les peroxidases endògenes del teixit, per tal d'evitar falsos positius i errors derivats d'alteracions artefactuals en aquesta classe de tincions.
Els falsos negatius (manca de reactivitat d'un anticòs davant l'antigen pel qual ha estat dissenyat) són força difícils de detectar. Poden ser causats per factors preanalítics (retard entre l'extracció de la mostra i la fixació, sobrefixació, desparafinat incomplet), analítics (dilució excessiva de l'anticòs primari o de qualsevol dels reactius emprats, temps d'incubació insuficient, omissió d'alguna etapa del protocol) o postanalítics (contratinció massa forta, interpretació errònia).
L'estudi dels resultats ha de seguir uns criteris objectius de quantificació. Per entendre i avaluar correctament aquest tipus de tincions, cal tenir presents alguns punts bàsics: No hi ha un marcador perfecte per a cap mena de tumor; no hi ha un mètode de fixació perfecte per a tots els anticossos; si totes les estructures d'una secció de teixit semblen positives, el procediment immunohistoquímic està mal fet; si el procediment està mal fet, qualsevol anticòs pot semblar positiu en qualsevol teixit, i si tot tall histològic es tenyeix de marró (o de negre, o de vermell, etc.), la tinció no és vàlida.
La positivitat davant determinats marcadors immunohistoquímics es pot produir a diferents estructures cel·lulars i tissulars. Per exemple: el nucli per als marcadors Ki-67, p63, WT-1, PR, ER, CDX-2 i TTF-1; el nucli el citoplasma per a S-100, calretinina i p16; el citoplasma per a PSA, citoqueratines i tiroglobulina; la CD15 i CD30, i la matriu extracel·lular per a per a CD45, CD3, CD20, HER2/neu i vil·lina; la membrana i l'aparell de Golgi per al col·lagen tipus IV.
Es poden efectuar dobles tincions (o triples, fins i tot) immunohistoquímiques en una mateixa preparació tissular, sempre que els antígens a marcar no es trobin a la mateixa estructura (nucli, membrana, citoplasma), i hi ha un considerable nombre de combinacions possibles.
S'ha desenvolupat un sistema d'immunohistoquímica automàtic, basat en la detecció del cicle cel·lular, que permet l'anàlisi del comportament cinètic de les cèl·lules neoplàsiques en determinats tumors, com ara els colorectals, una característica important per a l'avaluació dels efectes adjuvants de la teràpia preoperatòria.
La immunohistoquímica és un complement molt important, però no un substitut, de la histologia. Moltes malalties no tenen un anticòs diagnòstic únic i/o específic; per aquest motiu s'han dissenyat panells immunohistoquímics (agrupacions de diversos anticossos que han d'incloure almenys un anticòs negatiu) ajustats al diagnòstic histològic presumptiu d'un determinat procés, sigui tumoral o no, i que s'actualitzen segons l'evolució dels coneixements científics. Per exemple, existeixen panells dirigits a la filiació de carcinomes d'origen desconegut o específicament orientats envers la diagnosi dels tumors de parts toves.
Avui dia, una de les principals limitacions de la immunohistoquímica convencional és el fet que els resultats s'obtenen habitualment per mitjà d'una avaluació visual qualitativa o semiquantitativa. Si bé això és suficient per efectuar diagnòstics, l'anàlisi amb finalitats predictives d'una considerable quantitat de biomarcadors combinats/integrats que tenen expressions diferents fa necessària l'adopció de procediments no subjectius més precisos i reproduïbles. Per una altra banda, els nous avenços en proteòmica tissular requereixen dades espacials bidimensionals que impliquen aconseguir un ampli i dinàmic ventall de resultats sobre l'expressió de proteïnes en el material a estudiar mitjançant la immunohistoquímica. Davant d'aquests problemes, l'actual generació de mètodes immunohistoquímics incorpora de forma creixent l'ús de tecnologies digitals d'eficiència provada adaptades al flux de treball anatomopatològic i als sistemes d'informàtica biomèdica.

## Marcadors immunohistoquímics
El nombre de marcadors immunohistoquímics emprats per la patologia quirúrgica, la ginecopatologia, neuropatologia o la citopatologia en la diagnosi de diferents malalties, no sempre tumorals, és molt gran. Un laboratori d'anatomia patològica d'un hospital universitari d'alt nivell pot tenir més de 300 anticossos i compostos disponibles per ser utilitzats com a biomarcadors en la investigació, diagnosi, pronòstic i predicció evolutiva de les alteracions presents en tota mena de teixits o cèl·lules. Alguns d'ells són:
- ACTH: Classificació de tumors pituïtaris i diagnosi de determinats tumors de cèl·lules petites.[59]
- Actinina-4:[60] Una alta expressió d'aquest marcador en el carcinoma ovàric és indicació de mal pronòstic, amb independència de l'estadi en el que estigui.[61]
- Alfa-fetoproteïna:[62] Diagnòstic del hepatocarcinoma, del carcinoma gàstric, del càncer colorectal[63] i de tumors ovàrics o testiculars.
- Alfa-inhibina:[64] Subunitat de la proteïna heterodimèrica inhibina que presenta immunoreactivitat en tumors de les cèl·lules de Sertoli, tumors adrenocorticals, lesions trofoblàstiques placentàries, tumors de cèl·lules granuloses de la vesícula biliar i dels ductes biliars extrahepàtics i alguns carcinomes de parts toves.[65]
- AMACR (α-metilacil-CoA racemasa o p504S):[66] Aquesta proteïna està present a nivells baixos o indetectables en les cèl·lules epitelials glandulars de la pròstata normal i de la hiperplàsia prostàtica benigna, mentre que s'expressa fortament en la majoria dels casos (>90%) de neoplàsia intraepitelial prostàtica d'alt grau i en més del 80% dels adenocarcinomes prostàtics. En immunohistoquímica té una gran utilitat pel diagnòstic diferencial entre lesions glandulars benignes de morfologia atípica com la proliferació microacinar atípica -per exemple- i l'adenocarcinoma, sobretot quan es treballa amb biòpsies per punció. Si es combina amb la proteïna HMWK (high-molecular-weight Kininogen o CK903)[67] millora considerablement la precisió de la diagnosi en mostres prostàtiques que susciten dubtes en ser avaluades.[68] També s'ha observat la seva immunoreactivitat en la malaltia de Paget extramamària.[69]
- Annexines: Aquesta família de proteïnes facilita la distinció entre processos malignes i benignes observats a diversos òrgans o estructures tissulars, com ara pròstata o pàncrees. L'annexina A1 és un marcador específic de la tricoleucèmia.[70]
- Antigen prostàtic específic: Encara que és principalment conegut pel seu paper en la detecció del càncer de pròstata, també s'utilitza per identificar alteracions cel·lulars en teixits extraprostàtics, pronosticar certs tipus de càncer de mama o filiar l'origen de metàstasis carcinomatoses.[71]
- Arginasa-1 (ARG1):[72] L'arginasa-1 és un enzim que catalitza el procés d'hidròlisi de l'arginina a ornitina i urea en el cicle de la urea. En els teixits normals, només els hepatòcits expressen primàriament dit enzim. La gran majoria de carcinomes hepatocel·lulars expressen l'ARG-1, mentre es troba molt poques vegades en tumors no hepatocel·lulars. Per això, l'ARG-1 es considera un marcador eficaç per diferenciar els hepatocarcinomes d'altres neoplàsies que poden induir a confusió, sobretot en mostres amb material escàs.[73]
- ASMA (alpha-smooth muscle actin o alfa-actina de múscul llis):[74] Anticòs útil en la diferenciació del múscul llis (reacciona amb cèl·lules d'aquesta naturalesa presents a diverses glàndules i a un gran nombre d'elements tissulars corporals) i que també és un bon marcador de tumors miogènics de parts toves (leiomiosarcomes o leiomiomes, per exemple).[75] Pot ser utilitzat per avaluar la agressivitat potencial dels ameloblastomes.[76]
- AUA1:[77] Permet detectar cèl·lules epitelials malignes en mostres citopatològiques de líquids corporals.[78]
- BAP-1 (BRCA1 associated protein 1):[79] La tinció immunohistoquímica d'aquesta proteïna té particular interès en el diagnòstic del mesotelioma pleural maligne[80] i del melanoma uveal, així com en l'estudi de melanomes amb mutacions.[81]
- BCA-225: Una glicoproteïna expressada per diferents adenocarcinomes, especialment els de mama, ronyó, ovari i pulmó.[82] La BCA-225 també facilita la diferenciació histopatològica de diversos tipus de càncers cutanis.[83]
- BCL-10: Proteïna codificada pel gen homònim,[84] sobreexpressada en els limfomes tipus MALT.[85]
- BG-8: Anticòs monoclonal que reconeix el grup sanguini Lewis (y) i que es fa servir per diferenciar els mesoteliomes dels adenocarcinomes.[86]
- BRAF VE-1: Anticòs monoclonal molt sensible davant determinades mutacions del gen BRAF presents en càncers colorectals.[87][88]
- BrdU (Bromodesoxiuridina): Identifica la replicació cel·lular. Útil per avaluar tumors i en la investigació neurocientífica.[89]
- CA-IX (anhidrasa carbònica IX): La CA-IX és un metal·loenzim que regula l'equilibri àcid-base. Té un paper clau en la progressió dels tumors, fent possible que les seves cèl·lules s'adaptin i sobrevisquin fins i tot sota condicions d'hipòxia. La proteïna de membrana CA-IX és positiva en el 85-100% dels carcinomes renals de cèl·lules clares i majoritàriament negativa en altres subtipus de càncer renal, com el carcinoma cromòfob i l'oncocitoma.[90]
- CA-125: Proteïna codificada pel gen MUC16,[91] que s'expressa en diversos tumors i certes condicions inflamatòries, emprada principalment en immunohistoquímica per identificar l'origen ovàric d'una neoplàsia.[92]
- Cadherina-1 (cadherina epitelial o E-cadherin):[93] La pèrdua d'expressió d'aquesta proteïna està relacionada amb la progressió neoplàsica cap als teixits adjacents i els mecanismes de metastatització. A banda d'altres usos immunohistoquímics, permet diagnosticar diferents tipus de càncers de mama.[94]
- CAL-2: Anticòs monoclonal d'utilitat en la diagnosi a moll d'os de certes malalties mieloproliferatives.[95] Detecta mutacions en la calreticulina; molt rellevants, per exemple, en neoplàsies com la mielofibrosi primària.[96]
- Caspasa-3:[97] És un dels elements de diagnosi i pronòstic de la malaltia de Hodgkin.[98]
- Catepsina K: S'expressa en sarcomes de parts toves i determinats tumors renals.[99] També s'utilitza en l'avaluació diagnòstica de lesions melanocítiques.[100]
- CD1d: S'expressa en les cèl·lules dendrítiques dèrmiques sanes i d'origen monocític[101] La seva detecció immunohistoquímica en els carcinomes de cèl·lules renals és indicativa de mal pronòstic,[102] mentre que l'evidència d'una alta expressió d'aquesta proteïna en casos de leucèmia limfocítica crònica s'associa a una major supervivència dels malalts.
- CD2: Marcador genèric de les cèl·lules T que tenyeix la seva membrana.[103]
- CD3: És d'ajut per diagnosticar processos patològics molt dispars, com ara l'arteritis de cèl·lules gegants[104] o la malaltia celíaca.[105]
- CD7: Proteïna de superfície dels limfòcits T, pertanyent a la superfamília de les immunoglobulines T del cromosoma 17q25.2-25.3 i implicada en les interaccions entre limfòcits T i B des de l'inici del desenvolupament limfoide. És un marcador immunohistoquímica utilitzat en la diagnosi, per exemple, del limfoma de cèl·lules NK i de la leucèmia limfocítica aguda de cèl·lules T.[106]
- CD10: Leucèmia limfoblàstica aguda, carcinomes de cèl·lules renals o diagnosi diferencial de limfomes.[107][108]
- CD13 (ANPEP o aminopeptidasa N): Metal·loproteïnasa que s'expressa específicament en les cèl·lules mielomonocítiques (macròfags i granulòcits)[109] i que està involucrada en l'angiogènesi, el creixement i la disseminació dels tumors.[110]
- CD15: En hematopatologia s'utilitza en l'estudi immunohistoquímic del limfoma de Hodgkin,[111] tant per confirmar el seu diagnòstic (CD15+) com per diferenciar-lo del limfoma anaplàstic de cèl·lules grans (CD-).[112]
- CD23 (receptor de baixa afinitat per la IgE), també anomenat FcεRII:[113] És una glicoproteïna de membrana que regula la producció de la IgE i que intervé en la diferenciació de les cèl·lules B. L'expressió normal del CD23 es limita a determinats subtipus de limfòcits, als monòcits i a les cèl·lules dendrítiques fol·liculars. La detecció d'aquesta proteïna és important per confirmar el diagnòstic del limfoma limfocític de cèl·lules petites/leucèmia limfàtica crònica o de neoplàsies de cèl·lules dendrítiques centrofol·liculars i la constatació de la seva absència ajuda en el diagnòstic diferencial dels limfomes de cèl·lules del mantell (un tipus poc freqüent de limfoma no hodgkinià).[114]
- CD24: Forma part del grup de molècules d'adhesió cel·lular. S'expressa en múltiples carcinomes[115] i és un element demostratiu de la seva capacitat invasiva i metastatitzant, així com de la resistència d'aquests davant determinants fàrmacs quimioteràpics.[116]
- CD28:[117] Indicador del grau de proliferació i supervivència de les cèl·lules del mieloma múltiple.[118][119]
- CD31 i CD34: Marcadors epitelials útils per quantificar la progressió fibrosa en l'hepatitis alcohòlica.[120] CD34 s'utilitza en la diagnosi de les neoplàsies de cèl·lules fusiformes,[121] entre elles el tumor fibroblàstic superficial.[122]
- CD38 i ZAP-70: La seva expressió conjunta en moll d'os i/o ganglis limfàtics té valor pronòstic en la leucèmia limfocítica crònica.[123]
- CD56 (o NCAM: neural cell adhesion molecule):[124] Antigen associat a les cèl·lules NK que serveix com a marcador neuroendocrí. CD56 està present en tumors carcinoides, paragangliomes, carcinomes neuroendocrins i es pot expressar en certes leucèmies mieloides, alguns limfomes de cèl·lules T i en mielomes múltiples. Ajuda a determinar la malignitat o benignitat de determinats tumors tiroïdals.[125]
- CD69: Proteïna receptora transmembrana de la lectina C2. És un marcador primerenc de l'activació antigènica leucocitària,[126] expressat en els infiltrats inflamatoris de diferents malalties cròniques, com ara l'artritis o l'asma.[127]
- CD71 (molècula receptora de la transferrina): Glicoproteïna de membrana tipus II d'uns 180 KDa que s'expressa en les cèl·lules B i T activades, els macròfags i les cèl·lules en proliferació o metabòlicament actives. Té múltiples aplicacions immunohistoquímicas, entre elles la diagnosi de la malaltia trofoblàstica gestacional.[128]
- CD77/GB3:[129] Receptor endotelial de les shigotoxines secretades pels bacteris E. coli enterohemorràgic i Shigella dysenteriae. És un marcador immunohistoquímic coadjuvant en el diagnòstic i seguiment clínic de la nefropatia de Fabry,[130] així com de la neuropatia perifèrica produïda per aquest trastorn dels enzims lisosòmics.[131]
- CD99 (O13): Antigen de superfície expressat pel 95% dels sarcomes d'Ewing. També se expresa en tumors neuroectodèrmics perifèrics i en altres neoplàsies (limfoma limfoblàstic, condrosarcoma mesenquimàtic, hemangiopericitoma, tumor fibrós solitari, sarcoma sinovial, meningioma).[132]
- CD101: Identificació de les cèl·lules de Langerhans en la histiocitosi homònima.[133]
- CD105 (endoglina): Marcador immunohistoquímic de l'angiogènesi tumoral, per exemple en els glioblastomes[134] o els carcinomes hepatocel·lulars,[135] molt fiable.
- CD117: Diagnòstic de tumors de l'estroma gastrointestinal i de tumors mastocitàris.[136]
- CD123 (subunitat alfa del receptor de la interleucina-3 humana): L'antigen d'aquesta glicoproteïna de membrana s'expressa intensament en les cèl·lules mare de pacients amb leucèmia mieloide aguda i al moll d'os dels individus afectats per una síndrome mielodisplàstica. També serveix per diagnosticar la malaltia de Kikuchi (limfadenitis crònica necrotizant)[137] i és fonamental en la identificació de la tricoleucèmia (leucèmia de cèl·lules peludes, un subtipus de leucèmia limfàtica crònica).[138]
- CD163: Glucoproteïna de 130 KDa que pertany a la superfamília dels receptors de cisteïna (scavenger receptor cysteine-rich superfamily)[139] i que té una expressió altament específica en cèl·lules de la línia monocitària/macrofàgica, marcant tant el citoplasma com la membrana.[140]
- CD206: Glicoproteïna amb una alta expressió en els macròfags de patologies tubulointersticials agudes, com la necrosi tubular o la nefritis intersticial.[141]
- CD207 (langerina): La langerina és una lectina de transmembrana tipus C que actua com a receptor endocític i està associada amb la formació dels grànuls de Birbeck de les cèl·lules de Langerhans. És un marcador altament selectiu d'aquestes cèl·lules i d'algunes altres cèl·lules dendrítiques del teixit limfoide[142] i de la dermis,[143] emprat en la diagnosi de la histiocitosi X i d'altres trastorns histiocitàris.[144] La positivitat immunohistoquímica a aquest marcador en les cèl·lules dendrítiques dèrmiques es relacionable amb el comportament biològic i la progressió dels melanomes.[145]
- CD227 (anomenat també MUC1 o EMA: epithelial membrane antigen): Marcador epitelial comú d'una glicoproteïna que s'expressa fortament en molts adenocarcinomes.[146] Quan es detecta en un carcinoma pancreàtic indica que el seu fenotip és agressiu.[147]
- CD248 (endosialina):[148] Proteïna pertanyent al grup XIV de les lectines tipus C i que s'expressa sobretot en les cèl·lules sarcomatoses, en els perícits que formen part dels vasos tumorals i en les cèl·lules mesenquimàtiques d'algunes malalties fibròtiques.[149]
- CD276 (B7‐H3). Proteïna de la superfamília de les immunoglobulines que participa en la regulació de la resposta immunitària mitjançada per cèl·lules T.[150] S'expressa preferentment en certs tumors sòlids, com ara el glioma pontí[151] o el càncer de pulmó de cèl·lules no petites.[152]
- CEA (antigen carcinoembrionari): Proteïna glicosilada de 180 KDa que s'expressa a diversos teixits d'origen endodèrmic i a les seves neoplàsies. En immunohistoquímica s'utilitza com a marcador d'adenocarcinomes, especialment dels de tracte gastrointestinal, pàncrees, via biliar i pulmó. També és positiu en el carcinoma de mama, d'endocèrvix, d'endometri i en tumors d'ovari mucinosos. Per regla general, és negatiu en l'adenocarcinoma de pròstata i l'hepatoma. Es considera molt útil pel diagnòstic diferencial entre adenocarcinoma i mesotelioma, ja que en aquest és invariablement negatiu.[153]
- Citoqueratina AE1/AE3: Combinació de dos anticossos, utilitzada per tenyir teixits fixats amb formol i inclosos en parafina, positiva en diferents tipus de tumors.[154] És molt útil per identificar micrometastàsis als ganglis limfàtics.[155]
- CK5/6: Anticòs que mostra positivitat en cèl·lules basals, carcinomes de cèl·lules escatoses poc diferenciats i mesoteli.[156]
- CK19: Aquesta citoqueratina àcida de massa atòmica molt petita (40 KDa) s'expressa en un gran nombre d'epitelis simples, incloent epitelis ductals i glandulars. La majoria dels carcinomes de mama presenten positivitat difusa a CK19, mentre que s'observa una expressió heterogènia únicament en alguns subtipus molt singulars de dita neoplàsia.[157]
- CK20:[158] És una citoqueratina de tipus I que es troba específicament a la mucosa gàstrica i intestinal. En immunohistoquímica, els anticossos anti-CK20 es poden utilitzar per a la diagnosi d'un ampli ventall d'adenocarcinomes d'estirp epitelial que contenen aquesta proteïna. Per exemple, s'identifica habitualment en càncers colorectals, carcinomes de cèl·lules transicionals i carcinomes de cèl·lules de Merkel, i està absent en càncers de pulmó, de pròstata i d'ovari no mucinosos. Es combina sovint amb anticossos anti-CK7 per distingir diferents formes de tumors glandulars.[159]
- Cromogranina: Diferencia, per exemple, els feocromocitomes (quasi sempre positius) dels carcinomes adrenocorticals (quasi sempre negatius). En general, és un marcador de tumors neuroendocrins i ganglionars.[160]
- Desmina:[161] Proteïna de 53 KDa que es troba als filaments intermedis del citoesquelet intracel·lular de les fibres musculars estriades, llises i cardíaques. També s'expressa, amb menys intensitat, en els miofibroblasts. Permet la identificació immunohistoquímica de molts tumors, entre els quals es poden destacar els leiomiomes, rabdomiomes, rabdomiosarcomes,[162] leiomiosarcomes o mesoteliomes sarcomatosos malignes.[163]
- Desoxinucleotidil-transferasa terminal (TdT):[164] Enzim nuclear expressat per una petita població de limfòcits medul·lars i per la majoria de timòcits corticals en adults. Presenta positivitat immunohistoquímica en neoplàsies derivades de cèl·lules limfoides immadures, com ara limfomes limfoblàstics, leucèmies mieloides cròniques en fase de crisi limfoide i en la majoria de leucèmies limfoblàstiques agudes.[165]
- DOG-1 (també anomenada anoctamina-1):[166] Proteïna de funció desconeguda que s'expressa de forma selectiva en els GISTs (tumors de l'estroma gastrointestinal), els condroblastomes i els oncocitomes renals.[167] S'han sintetitzat dos anticossos monoclonals (DOG-1.1 i DOG-1.3) que identifiquen diferents seqüències del pèptid. Avui dia, es disposa un d'un nou anticòs (K9) que aconsegueix resultats similars als de DOG-1 (.1 i .3).[168]
- D2-40: Anticòs monoclonal que identifica una sialoglicoproteïna[169] de superfície de 40 KDa, que s'expressa en diversos tipus cel·lulars (endoteli limfàtic, cèl·lules germinals testiculars, cèl·lules fol·liculars dendrítiques, cèl·lules intersticials de Cajal, cèl·lules mioepitelials, cèl·lules basals d'epiteli glandular) i en tumors de naturalesa molt dispar (tumors de cèl·lules germinals, mesotelioma, carcinoma serós ovàric, sarcoma de Kaposi, tumors neurals). Aquest anticòs serveix per marcar de forma específica els vasos limfàtics, facilitant així la quantificació del compromís de dits vasos i del grau de limfoangiogènesi en neoplàsies malignes.[170][171]
- Enolasa neuronal específica: Marcador de tumors neuroendocrins: neuroblastoma, tumor carcinoide, gastrinoma o tumor de Wilms; i d'alguns sarcomes i carcinomes indiferenciats de cèl·lules petites de pulmó. Té una alta especificitat per identificar micrometàstasis en moll d'os.[172]
- Factor de von Willebrand (o antigen relacionat amb el factor VIII): És una glucoproteïna plasmàtica multimèrica de 270 KDa.¨Intervé en el mecanisme d'adherència plaquetària a les parets vasculars lesionades i actua com a element portador i estabilitzador del factor VIII de la coagulació. Es sintetitzat per les cèl·lules endotelials i s'expressa sobretot en tumors d'origen vascular, tot i que també es detecta en cèl·lules de neoplàsies d'estirp no endotelial, com ara el glioma i l'osteosarcoma, un fet que augmenta en ells la capacitat de metastatització.[173]
- Factor XIIIa: Proenzim relacionat amb la coagulació de la sang. Utilitzat primordialment com a marcador de proliferacions fibrohistiocitàries.[174]
- Fascina: Proteïna expressada específicament per les cèl·lules dentrítiques, que es considerada un bon marcador de les cèl·lules de Reed-Sternberg, pròpies del limfoma de Hodgkin.[175]
- Fibronectina:[176] La sobrexpressió d'aquesta glicoproteïna en diversos tipus de carcinoma és un indicador pronòstic desfavorable.[177] També s'utilitza per avaluar immunohistoquímicament la necrosi miocardíaca precoç en mostres postmortem.[178]
- FLI-1: Presenta una especial immunoreactivitat nuclear en el sarcoma d'Ewing i en els tumors neuroectodèrmics primitius perifèrics. Per aconseguir una major especificitat diagnòstica s'acostuma a fer servir conjuntament amb la glicoproteïna de superfície C99.[179]
- Fosfohistona H3:[180] Aquesta proteïna forma part de la cromatina i tenyeix adequadament les fases del procés de mitosi (profase, metafase, anafase i telofase). En un principi fou utilitzada en neuropatologia per diferenciar i estratificar els meningiomes benignes, atípics i anaplàsics segons el nombre de mitosis identificades.[181] Des de fa uns anys, s'apliquen les seves propietats per avaluar la malignitat de diversos tipus de càncers, com ara el de pit.[182] L′anàlisi combinatòria de les dades existents indicatives del grau d'expressió de la proteïna en malalts cancerosos ha posat de manifest la seva utilitat com a biomarcador pronòstic.[183]
- Foxn1: És un factor en l'organogènesi del tim i de les paratiroides. S'empra en el diagnòstic dels tumors tímics, benignes o malignes. La tinció és nuclear en els timomes i difusa en els carcinomes tímics.[184]
- GATA-3: Marcador multiespecífic, lligat al desenvolupament i funció de les cèl·lules epitelials ductals de diferents teixits. És una bona eina per caracteritzar carcinomes i tumors mesenquimàtics i neuroectodèrmics molt concrets.[185]
- Geminina: Marcador de la proliferació cel·lular en teixits normals i neoplàsics.[186]
- GFAP (proteïna glial fibril·lar àcida):[187] Antígen característic dels astròcits i de les cèl·lules ependimàries del sistema nerviós central. No s'expressa en els oligodendròcits ni en les neurones. Permet confirmar l'origen glial dels tumors cerebrals i és útil en el diagnòstic diferencial amb metàstasis o limfomes. És positiu en la gran majoria d'astrocitomes. Es també positiu en molts adenomes pleomòrfics de glàndula salival (81%), en tumors neuroectodèrmics centrals, neurilemmomes (58%), paragangliomes, feocromocitomes i mioepiteliomes. Negatiu en neuroblastomes i neurofibromes.[188]
- Glipican-3:[189] Proteïna oncofetal, existent en el teixit hepàtic normal del fetus i que s'expressa en alguns tumors derivats del sac vitel·lí i en els hepatocarcinomes.[190][191]
- GLUT-1: Membre de la família de transportadors facultatius de la glucosa.[192] Es veu fortament expressat en els carcinomes colorectals.[193]
- GS (glutamina sintetasa): La glutamina sintetasa es un enzim citoplasmátic, regulat per la β-catenina, que combina el glutamat amb l'amoníac per produir l'aminoàcid glutamina. La seva funció varia segons el teixit a on s'expressa.[194] En el fetge normal, l'expressió de la GS es limita als hepatòcits de la zona 3 que voregen les venes centrals. En el càncer de fetge existeix una sobreexpressió difusa de la GS, fet que fa possible distingir nòduls hepàtics amb displàsia d'alt grau de hepatocarcinomes ben diferenciats. Es també útil per diferenciar entre la hiperplàsia nodular focal i l'adenoma hepatocel·lular.[195]
- HBME1: És un anticós monoclonal que detecta un antigen present en la superfície de les microvellositats de les cèl·lules mesotelials, benignes i malignes (mesotelioma), característica que permet -sovint amb l'ajuda d'altres marcadors- la distinció del mesotelioma dels adenocarcinomes de diferents orígens. Així mateix, és positiu en algunes variants de càncer de tiroide.[196]
- HER2/neu: Proteïna sobreexpressada en un 25 a 30 per cent dels càncers de mama, indicant una alta agressivitat biològica del tumor.[197] És d'ajuda per caracteritzar carcinomes escatosos orals i d'orofaringe.[198] Amb mètodes d'amplificació perfeccionats es pot quantificar la proteïna de forma directa i molt fiable en mostres fixades en formaldehid i incloses en blocs de parafina.[199]
- Hep Par-1 (hepatocyte paraffin 1): Anticòs desenvolupat l'any 1993 emprant teixit hepàtic provinent d'un trasplantament de fetge, que reconeix un epítop existent a les mitocòndries dels hepatòcits neoplàsics i no neoplàsics, mentre que no s'observa a altres teixits normals. És un bon marcador del carcinoma hepatocel·lular i ajuda a distingir-lo de les metàstasis hepàtiques d'altres càncers. Estudis sistemàtics han posat de manifest que pot expressar-se ocasionalment també en diferents tipus tumorals, sent d'utilitat en molts panells de diagnosi immunohistoquímic.[200]
- HHF35: Anticòs també anomenat actina muscular específica, que s'utilitza -conjuntament amb altres marcadors- en la diferenciació de tumors del múscul esquelètic.[201]
- HHV8 (herpesvirus 8 humà): L'anticòs anti-HHV8 permet la detecció de l'antigen latent nuclear (LNA) de l'herpesvirus 8 humà implicat en la patogènia de algunes neoplàsies, como el sarcoma de Kaposi,[202] la malaltia de Castleman sistèmica i els limfomes primaris de cavitats.
- HMB-45 (human melanoma black): Anticòs monoclonal que reacciona amb un antigen present en els tumors melanocítics, la proteïna premelanosòmica o Pmel.[203] La major part dels melanomes són HMB-45 positius (60-90%); no obstant això, els melanomes fusocel·lulars i els desmoplàsics poden ser quasi negatius o només focalment positius. També mostra positivitat en algunes formes de nevus.[204]
- HMGA2:[205] Proteïna codificada pel gen HMGA2 que altera l'estructura cromatínica i regula la transcripció de molts altres gens. La seva expressió està relacionada amb el desenvolupament de diverses neoplàsies d'origen mesenquimàtic, benignes i malignes.[206]
- Hormona anti-mülleriana:[207] És un marcador específic dels tumors de les cèl·lules de Sertoli i d'altres tumors gonadals.[208]
- Inestabilitat de microsatèl·lits: Determinats anticossos monoclonals demostren la manca de tinció de certes proteïnes implicades en aquest error gènic. S'utilitzen sovint en l'estudi de carcinomes endometrials i colònics.[209]
- INI-1 (integrase interactor 1). Proteïna involucrada en la remodelació cromatínica i en la regulació transcripcional que s'expressa en tots els tipus cel·lulars. També rep el nom de BAF-47. La seva manca d'expressió és pròpia dels tumors rabdoides[210] i del carcinoma medul·lar renal.[211]
- INSM1 (insulinoma associated protein 1):[212] Marcador nuclear de la diferenciació neuroendocrina que permet identificar-la en molts teixits i tumors amb una gran especificitat.[213] És d'utilitat en el diagnòstic citològic del carcinoma de cèl·lules petites pulmonar.[214]
- Involucrina: Aquesta és una proteïna precursora de l'epiteli poliestratificat que s'expressa a la capa còrnia de l'epidermis.[215] Existeix un increment de la seva expressió en els carcinomes epidermoides ben diferenciats i en malalties relacionades amb trastorns de la queratizització (psoriasi, dermatitis atòpica, ictiosi laminar,[216] malaltia de Darier-White,[217] malaltia de Hailey-Hailey,[218] etc.). L'anticòs contra aquesta proteïna es fa servir, per exemple, per distingir entre la psoriasi i alguns tipus de nevus.[219]
- Ki67: Marcador de la proliferació cel·lular. Ajuda a distingir els processos benignes dels malignes i a tipificar el grau dels tumors.[220] En biòpsies cervicals, permet la diferenciació entre les lesions escatoses intraepitelials de baix grau o les provocades pel VPH i els canvis epitelials reactius intranscendents.[221] S'ha desenvolupat un mètode automàtic emprant l'entorn MATLAB per tal de detectar-lo acuradament en els nuclis cel·lulars i quantificar la seva expressió en mostres de teixits cancerosos.[222]
- MAC387: Anticòs monoclonal que reconeix la proteïna mielomonocítica L1,[223] un antigen intracitoplasmàtic format per una cadena alfa de 12 KDa i una cadena beta de 14 KDa, i que reacciona davant els granulòcits, els macròfags tissulars i l'epiteli escamós de les membranes mucoses.[224] Una de les seves aplicacions és detectar la diferenciació escamosa en els carcinomes urotelials primaris del tracte urinari.[225]
- Mesotelina:[226] Glicoproteïna útil en la identificació i diagnòstic diferencial dels mesoteliomes.[227]
- MGB (mamaglobina): La mamaglobina és una glicoproteïna citoplasmàtica que s'expressa en l'epiteli mamari normal i en un 50-80% dels carcinomes de mama.[228] És un marcador sensible i amb alta especificitat per aquests carcinomes i, combinat amb altres anticossos (GCDFP-15,[229] receptors hormonals, citoqueratines), s'utilitza per filiar metàstasis.[230] Cal tenir present la seva positivitat ocasional en melanomes (6%) i en carcinomes endometrioides, siguin d'endometri (57%) o d'ovari (40%).[231]
- Mieloperoxidasa: Enzim lisosòmic que es tenyeix fortament en el citoplasma de les cèl·lules mieloides neoplàsiques. És un marcador immunohistoquímic sensible i específic per la leucèmia mieloide aguda i permet diferenciar-la d'altres tipus de leucèmies.[232]
- Miogenina i Mio-D1: Marcadors emprats en el diagnòstic dels rabdomiosarcomes (uns tumors malignes del múscul estriat).[233]
- MOC-31: Anticòs monoclonal que reconeix la glicoproteïna epitelial EGP-2, la qual s'expressa en un ampli ventall de carcinomes, especialment els adenocarcinomes.[234][235]
- MPM-2 i PHH3: Són marcadors de l'activitat mitòtica i permeten quantificar el nombre de mitosis en un teixit tumoral.[236]
- MPT64: Antigen per micobacteris, emprat en el diagnòstic histopatològic de la tuberculosi.[237][238]
- MUC2 (Glicoproteïna secretora de mucina-2):[239] S'expressa a les cèl·lules caliciformes intestinals i de l'epiteli respiratori. L'antigen és útil per identificar carcinomes mucinosos de còlon, mama, pàncrees, ovari i estómac.[240]
- MUC4:[241] Mucina de membrana considerada un marcador de particular interès per l'estudi dels càncers orals.[242]
- MUC5B:[243] Mucina secretada gelificant que s'expressa principalment en el tracte respiratori i en les glándules salivals submandibulars. Es veu sobreexpressada en carcinomes mucoepidermoides d'aquestes glàndules, en alguns càncers de pulmó i en la fibrosi pulmonar idiopàtica.[244]
- Napsina-A:[245] La napsina A és una proteïnasa aspàrtica funcional que s'expressa en els pneumòcits tipus II del parènquima pulmonar normal i en los túbuls contornejats proximals del ronyó. La seva expressió en els carcinomes pulmonars varia segons la varietat histològica.[246] S'ha descrit positivitat citoplasmàtica granular en més del 90% de los adenocarcinomes primaris de pulmó, sent negatius el carcinoma escatós i el carcinoma de cèl·lules petites.[247]
- Neuronatina (NNAT):[248] És una proteïna involucrada en l'homeòstasi catiònica cerebral durant el desenvolupament embrionari del sistema nerviós i que en adults normals només s'expressa en la glàndula pituïtària. Fora d'aquesta estructura la seva expressió s'associa a la progressió de determinades neoplàsies, com ara el glioblastoma, el neuroblastoma i alguns tipus de càncers de pulmó; així com amb l'apoptosi de les cèl·lules pancreàtiques induïda per la glucosa.[249] Es considera un marcador pronòstic en els carcinomes pulmonars de cèl·lules no petites.[250]
- NeuN:[251] Proteïna que s'expressa preferentment en el nucli de les neurones i que també es pot veure en el seu citoplasma perinuclear. S'utilitza com a marcador de la diferenciació neuronal.[252]
- NITEGE: Marcador dels hexapèptids generats per l'escissió de l'aggrecà (un dels principals proteoglicans que formen la matriu extracel·lular del teixit cartilaginós),[253] emprat per avaluar la degeneració dels meniscs.[254]
- OCT4 (octamer-binding transcription factor 4): Homeoproteïna codificada en els humans pel gen POU5F1.[255] És un marcador nuclear de gran sensibilitat i especificitat pel diagnòstic dels germinomes (tumors de cèl·lules germinals malignes sense diferenciació histològica, localitzats a les gònades, el mediastí i la regió pineal)[256] i especialment valuós per identificar micrometastases d'aquesta estirp.[257]
- PAX8 (paired box gene-8 protein):[258] La proteïna PAX-8 s'expressa pràcticament en tots els carcinomes fol·liculars i papil·lars de tiroides, així com en un gran nombre de carcinomes anaplàstics, mentre que es negativa o focal en el carcinoma medul·lar de tiroides. També es troba en la majoria de carcinomes d'endometri (98%) i en las distintes variants de carcinoma ovàric: serós (79-100%), endometrioide (38-93%), de cèl·lules clares (76-100%), de cèl·lules transicionals (67-100%) i mucinós (40%). Es detecta en una gran part de carcinomes de cèl·lules renals (89%), en l'oncocitoma renal (61-81%) i en timomes (32%).[259] Ara per ara, PAX8 és el marcador més sensible i específic pel diagnòstic immunohistoquímic del carcinoma de cèl·lules renals i el carcinoma d'ovari.
- PD-L1: Biomarcador tumoral relacionat amb la supressió del sistema immune i l'agressivitat d'alguns càncers, com ara els de glàndules salivals.[260] La seva avaluació immunohistoquímica ajuda a seleccionar el tractament més adequat pels malalts que sofreixen un carcinoma de pulmó de cèl·lules no petites en estadis avençats.[261][262]
- Pentraxina-3 (PTX3): Proteïna reguladora de la immunitat innata[263] que s'utilitza com a marcador amb valor predictiu de la progressió de la inflamació prostàtica a càncer de pròstata.[264]
- Periferina:[265] Proteïna que forma part de la família dels filaments intermedis del citoesquelet. Sent un marcador d'ampli propòsit, s'ha comprovat que s'expressa de forma estable en certs tumors neuroendocrins de la pell.[266]
- PGP9.5 (Protein gene product 9.5): Proteïna de 27 KDa, estructural i immunològicament diferent de l'enolasa neuronal específica, que s'expressa a neurones i fibres nervioses de tots els nivells del sistema nerviós central i perifèric, a moltes cèl·lules neuroendocrines, als fibroblasts neoplàsics, a segments dels túbuls renals, a les cèl·lules de Leydig testiculars, als òvuls i també a algunes cèl·lules del cos luti d'embarassades i no embarassades. Té múltiples usos en immunohistoquímica; com, per exemple, determinar el pronòstic de carcinomes colorectals en un estadi particular[267] o diferenciar el neurotecoma cel·lular d'altres lesions cutànies benignes.[268]
- PLAP: Anticòs monoclonal contra la fosfatasa alcalina placentària[269] que serveix per diferenciar tumors de cèl·lules germinals, extragonadals, ovàrics o testiculars.[270]
- Prosteïna (p501s): Marcador prostàtic específic que s'expressa exclusivament en el citoplasma de les cèl·lules glandulars benignes i malignes. El seu grau d'expressió ajuda a diagnosticar els carcinomes de pròstata primaris i metastàtics.[271][272]
- PrPC:[273] Proteïna priònica implicada en la gènesi de la malaltia de Parkinson.[274]
- p16 (INK4a): Proteïna codificada pel gen supressor CDKN2[275] situat al cromosoma 9p21 i inhibidora de les quinases dependents de ciclines cdk4 y cdk6, les quals participen en la regulació de la fase G1 del cicle cel·lular. L'expressió d'aquesta proteïna és mínima en cèl·lules normals i no es detecta emprant procediments immunohistoquímics. Per contra, la p16 (INK4a) es troba sobreexpressada en la lesió escatosa intraepitelial de cèrvix uterí relacionada amb el VPH, sobretot en la d'alt grau. És molt evident en el carcinoma escatós cervical i en lesions per soques de VPH associades a un elevat risc de progressió.[276]
- p27: Inhibidor de la cinasa dependent de ciclina utilitzar en el pronòstic dels carcinomes pulmonars de cèl·lules grans.[277]
- p40 (ΔNp63): L'anticòs reconeix la isoforma ΔNp63 de la proteïna p63[278] i té una alta especificitat per cèl·lules esquamoses i basals. S'utilitza en el diagnòstic del carcinoma esquamós pulmonar i del carcinoma urotelial.[279]
- p62 (SQSTM1):[280] L'expressió d'aquesta proteïna és indicativa del grau d'autofàgia cel·lular en un teixit determinat. En càncers d'endometri, una alta expressió de p62 s'associa amb un fenotip tumoral agressiu i una prognosi poc favorable.[281] S'utilitza amb freqüència en neuropatologia per estudiar malalties neurodegeneratives.[282][283]
- p120 catenina: Diferenciació entre carcinoma lobular i ductal de mama i diagnòstic del carcinoma lobular metastàtic de dit origen.[284]
- Sinaptofisina: Glicoproteïna vesicular sinàptica de membrana molt ubiqua. Marcador immunohistoquímic d'ús habitual en teixits neuroendocrins i neurals per identificar un ampli ventall de neoplàsies, entre elles: neuroblastoma, retinoblastoma, feocromocitoma, tumors carcinoides, carcinoma de cèl·lules petites, medul·loblastoma. Per regla general s'utilitza conjuntament amb la cromogranina A.[285]
- STAT-6 (signal transducer and activator of transcription 6): Membre de la família de les proteïnes transmissores de senyals i activadores de la transcripció considerat un marcador nuclear altament específic per distingir els tumors fibrosos solitaris de tumors morfològicament similars, tot i que pot expressar-se feblement en algunes altres neoplàsies d'estirp mesenquimàtica.[286]
- SV-40 (simian virus 40): Antigen que permet identificar una oncoproteïna expressada per un dels virus de la família Polyomaviridae, el SV-40, la qual —a banda que aquest virus sigui un patogen oportunista en simis i humans— està implicada en la gènesi tumoral, ja que altera les funcions de la proteïna supressora tumoral p53.[287]
- T311 (tirosinasa): Indispensable en el diagnòstic i diferenciació de neoplàsies melanocítiques.[288][289]
- TLE-1 (transducin-like enhancer of split 1):[290] Marcador dels sarcomes sinovials.[291]
- Tenascina C: Glicoproteïna sintetitzada pels fibroblasts que s'expressa normalment durant l'embriogènesi, la reparació tissular, el creixement o la inflamació. En les neoplàsies la seva expressió/sobreexpressió immunohistoquímica es correlaciona amb una conducta tumoral agressiva i és un signe de mal pronòstic.[292][293][294]
- Tenascina X: Marcador diagnòstic del mesotelioma maligne, particularment valuós en la diagnosi diferencial de càncers que afecten les cavitats seroses.[295]
- Tenascina W: Atès que és una proteïna que promou la migració cel·lular i que s'expressa en neoplàsies de mama de baix grau, es considera un marcador immunohistoquímic precoç de l'activació tumoral de l'estroma, fenomen que indica un probable procés transicional de les mateixes cap a un grau de major capacitat invasiva.[296] És també un molt bon marcador de l'angiogènesi gliomatosa.[297]
- TTF-1: Proteïna nuclear de 38 KDa, membre de la família NKx-2 de proteïnes d'unió a l'ADN,[298] i marcador altament específic per determinar l'origen de molts tumors primaris.[299]
- TUBB3 (β-tubulina tipus 3):[300] Proteïna que forma part dels microtúbuls cel·lulars i que té una alta expressió en diferents càncers de gran agressivitat, entre ells els adenocarcinomes esofàgics.[301]
- Vimentina: Durant molts anys es va pensar que aquesta proteïna només s'expressava en les cèl·lules mesenquimàtiques, i es considerava un marcador immunohistoquímic específic dels sarcomes. Avui dia se sap que, a banda d'aquests tumors, també presenta positivitat en diferents tipus de carcinomes, com ara les neoplàsies papil·lars sòlides de pàncrees, algunes neoplàsies del còrtex adrenal o determinats melanomes.[302]
- Ubiqüitina: La ubiqüitina és una petita proteïna reguladora (8,6 KDa) que està present a la majoria dels teixits dels organismes eucariotes, és a dir, pràcticament es troba a tot arreu. Les acumulacions intracel·lulars d'aquesta proteïna són indicatives d'un procés patològic i reben el nom genèric de cossos d'inclusió. Els procediments immunohistoquímics fan possible, per exemple, identificar la ubiqüitina a les inclusions característiques de diverses malalties neurodegeneratives.[303] La seva positivitat immunohistoquímica també facilita la diferenciació histopatològica de certes neoplàsies.[304]
- Vitronectina:[305] Marcador que es fa servir, a més d'altres, per avaluar el comportament d'alguns tumors de cèl·lules gegants d'os (com ara certs osteosarcomes)[306] i teixits tous i la capacitat de migració dels astrocitomes.[307] La seva sobreexpressió en els neuroblastomes implica un pronòstic desfavorable.[308]
- WT-1:[309] Proteïna especialment útil en el diagnòstic del tumor de Wilms (nefroblastoma)[310][311] i altres tumors renals pediàtrics.[312] La seva sobrexpressió s'associa també amb un alt grau d'agressivitat en diversos càncers no renals, com ara el carcinoma serós d'ovari.[313]